# Lawrence Trent

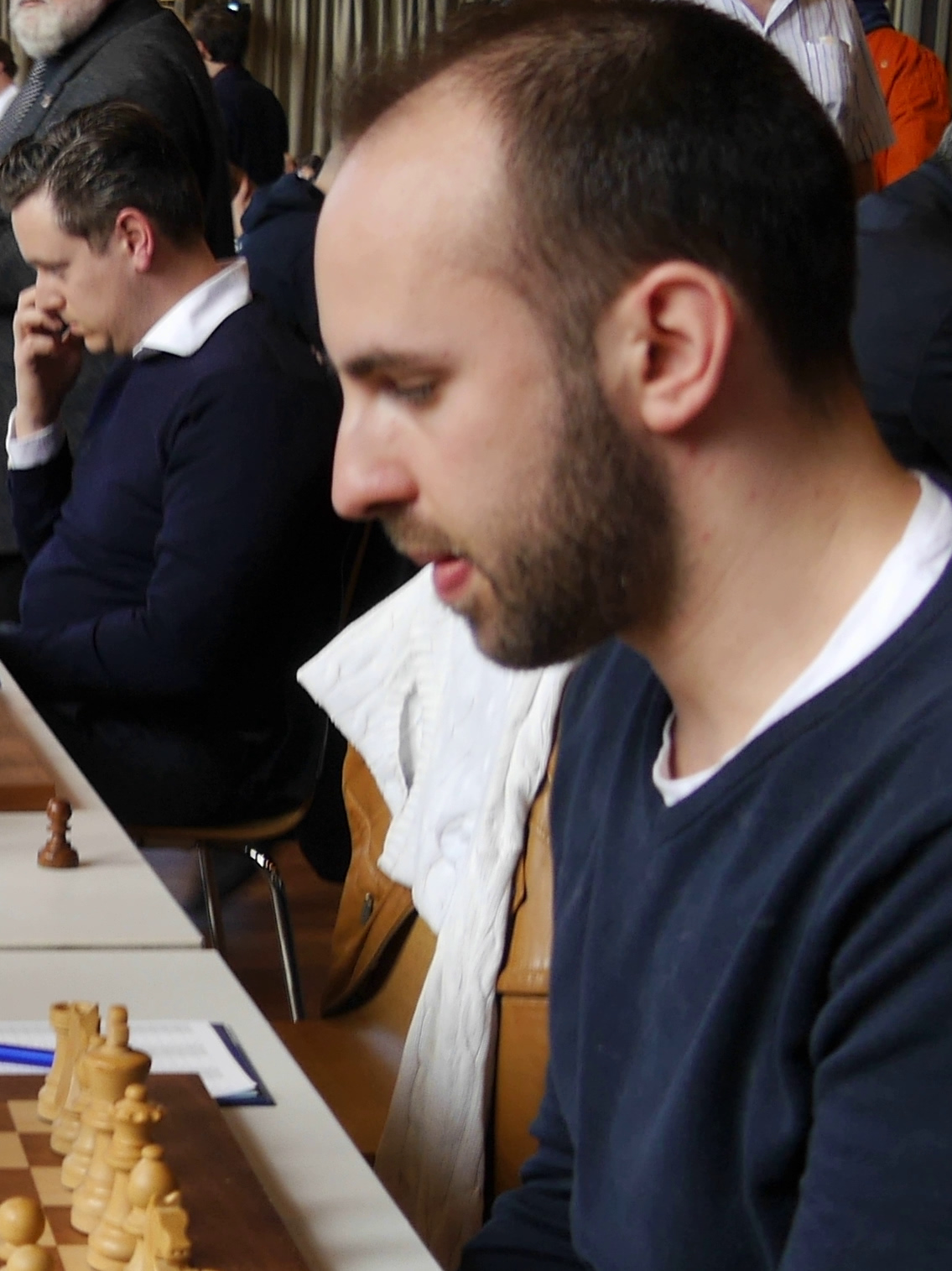
Lawrence Trent, Karlsruhe 2018

Lawrence Trent, född 1986, är en brittisk internationell mästare i schack och schackkommentator. Han är känd under namnet "The new voice of chess". 
Som schackkommentator har han bland annat kommenterat kandidatturnering i London 2013, VM-Matchen i Chennai 2013 samt kandidatturneringen i Khanty-Mansiysk 2014. 
Han är även en av de medverkande i schack-podcasten "Full Engulish Breakfast"